# Skull & Crossbones
Skull & Crossbones, o anche Skull and Crossbones in alcune conversioni, è un videogioco arcade sui pirati, di tipo picchiaduro a scorrimento, pubblicato nel 1989 dalla Atari Games. Nel 1991 vennero pubblicate conversioni per i computer Amiga, Amstrad CPC, Atari ST, Commodore 64, MS-DOS e ZX Spectrum dall'editrice britannica Domark.
La Tengen pubblicò anche uno Skull & Crossbones per la console NES nel 1990, ma si tratta di un videogioco a piattaforme molto diverso.

## Trama
I pirati One-Eye e Red Dog assalgono una nave mercantile, ma vengono derubati dei loro tesori da uno stregone. Attraversano diversi luoghi alla sua ricerca, combattendo con la spada contro marinai, soldati e successivamente anche creature soprannaturali. Si alternano assalti a bordo di navi con assalti sulla terraferma: una fortezza spagnola, un palazzo dei ninja, una spiaggia rocciosa infestata da scheletri viventi e infine una caverna piena di mostri sull'isola dello stregone.

## Modalità di gioco
Uno o due giocatori controllano il proprio pirata attraverso otto livelli con prospettiva 2.5D a scorrimento prevalentemente orizzontale.  Ci sono quattro livelli su navi alternati a quattro a terra, tutti con un boss finale, tranne il primo. I personaggi possono muoversi in tutte le direzioni e talvolta spostarsi tra più piani tramite scalette. Il pirata cammina anche all'indietro, mantenendosi sempre rivolto verso destra o verso sinistra; nel gioco arcade c'è un pulsante apposito per voltarsi, mentre nelle conversioni per computer ci si volta tenendo premuto per un po' il pulsante di fuoco. Con la spada sono possibili diverse mosse di parata e di attacco combinando pulsante primario e movimenti.
Lungo il percorso si raccolgono tesori, rilasciati dai nemici uccisi oppure da dissotterrare in alcuni punti contrassegnati da simboli di ossa incrociate. Raccoglierli aumenta il punteggio della ricchezza e anche la forza di attacco, che altrimenti tende a diminuire. Si ha una sola vita e un punteggio di salute che rappresenta l'energia vitale, aumentabile raccogliendo cibo o inserendo crediti.
La modalità a due giocatori è cooperativa e simultanea soltanto nelle versioni arcade, Amiga e Atari ST, mentre negli altri casi i due giocano uno alla volta alternandosi a ogni livello. Nella modalità a due giocatori, dopo ogni livello di terra, i giocatori si scontrano tra loro in un duello a tempo per il possesso di un particolare tesoro. Questi duelli sono presenti anche nelle conversioni prive di modalità cooperativa, dove costituiscono gli unici momenti con azione in simultanea.